# Joe Brown
Joe Brown (26. září 1930, Manchester, Spojené království – 15. dubna 2020, Llanberis) byl anglický horolezec. Jeho největším úspěchem byl prvovýstup na třetí nejvyšší horu světa Kančendžengu v roce 1955.
Narodil se v Manchesteru jako poslední ze sedmi dětí. Lezení ho zaujalo ve věku 12 let. Jeho kamarádem a lezeckým partnerem se stal Don Whillans. Brown se začal učit na instalatéra a stavitele. Na konci 40. let byl odveden k osmnáctiměsíční službě u Royal Army Ordnance Corps a zde ve volném čase často lezl, jednou si i zlomil nohu. V roce 1950 se stal zakládajícím členem Rock and Ice Club.
V 50. a 60. letech se Brown proslavil množstvím těžkých skalních prvovýstupů ve Walesu a v Anglii. Snažil se i o zlepšení bezpečnosti lezců, proto vymyslel první vklíněnce. Mezi jeho úspěchy patřila i řada výstupů v Alpách, Himálaji a Karákóramu. V roce 1955 proslul výstupem na Kančendžengu, třetí nejvyšší horu světa a nejvyšší dosud nezdolanou horu. Spolu s Georgem Bandem zůstali několik metrů pod vrcholem, aby dodrželi slib daný Sikkimským duchovním, tento slib se obvykle dodržuje i dnes. Jeho dalším úspěchem byl výstup na Muztagh Tower. Později dosáhl ještě významných úspěchů ve Skotsku, kde lezl mimo jiné i s Chrisem Boningtonem.
Joe Brown také často vystupoval v televizi, například byl vybrán za moderátora dětské show Razzamatazz. Později si otevřel několik obchodů s horolezeckým vybavením. V roce 2011 získal Řád britského impéria za zásluhy o rozvoj sportu, zejména horolezectví.
Byl ženatý, měl dcery Helen a Zoe.

## Úspěšné výstupy
- 1955 Kančendženga (8 586 m n. m.) – první výstup na vrchol
- 1956 Muztagh Tower (7 276 m n. m.)